# یک دنده (فیلم ۱۹۹۷)
یک دنده (به هندی: Ziddi) یا در پی قاتل فیلمی است محصول سال ۱۹۹۷ و به کارگردانی گودو دانوآ است. در این فیلم بازیگرانی همچون سانی دئول، راوینا تاندون، انوپم کهیر، فریده جلال، اشیش ویدیارتی، شارات ساکسنا، راج بابار ایفای نقش کرده‌اند.